# اجناهالی، بلور
اجناهالی، بلور (به انگلیسی: Ajjenahalli, Belur) یک روستا در هند است که در کارناتاکا واقع شده‌است.